# Біловод
Білово́д — село в Україні,  Сумській області, Роменському районі. Населення становить 1011 осіб. Входить до складу Роменської міської громади. До 2020 було адміністративним центром Біловодської сільської ради, до якої входили також села: Веселий Степ, Марківське, Москалівка Попівка.

## Географія
Село Біловод розташоване на лівобережжі річки Сула, вище за течією на відстані 1.5 км розташоване село Бобрик,нижче за течією на відстані 0,5 км село Попівка, на протилежному березі села: Піски та Садове.
Річка у цьому місці хвиляста, утворює лимани, стариці та заболочені озера. Поруч автомобільний шлях Т 1907. Залізниця станція Біловоди за 1,5 км.

## Історія
Перша згадка про село Біловод належить до 1715 року, коли згідно з універсалом Гетьмана Скоропадського село віддали бунчужному Семену Чуйкевичу.
Наприкінці 19 ст. село Біловод входило до Бобрицької волості Роменського повіту Полтавської губернії. У селі постійна церковнопарафіяльна школа з'явилася в 1899 р., коли для неї спорудили окреме приміщення. Наставником та законовчителем школи був отець Феодосій Штепа, випускник повітового училища з 36- річним педагогічним стажем. Вчителем загальноосвітніх дисциплін був - Іван Петрович Домашенко (закінчив лубенську братську учительську школу, мав учительське свідоцтво та 12 -річний педагогічний стаж. У школі навчалися 21 хлопчик та 21 дівчинка.
12 червня 2020 року, відповідно до розпорядження Кабінету Міністрів України № 723-р «Про визначення адміністративних центрів та затвердження територій територіальних громад Сумської області», село увійшло до складу Роменської міської громади.
19 липня 2020 року, в результаті адміністративно-територіальної реформи та ліквідації Роменського району(1930—2020), увійшло до складу новоутвореного Роменського району.

## Економіка
- Молочно-товарна ферма.
- Біловодський комбінат хлібопродуктів.
- "Біловоди", агрофірма, ТОВ.
- «Ранок», агрофірма, ТОВ.

## Соціальна сфера

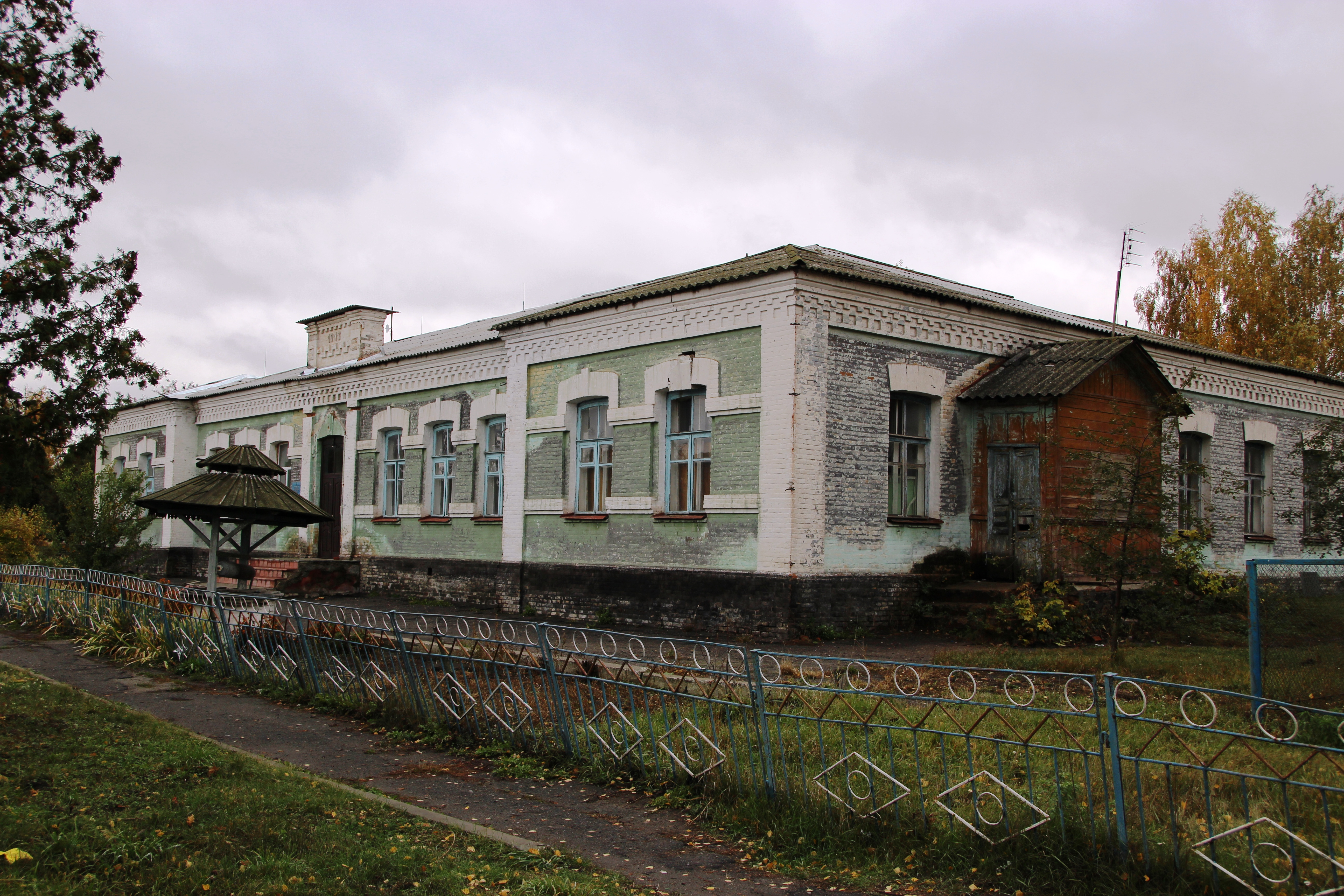
Земська школа

- Школа

## Пам'ятки
Неподалік від села розташований Біловодський заказник.
30 травня 2023 року в Біловодському ЗЗСО І-ІІІ ступенів Роменської міської ради відбулося відкриття меморіальних дошок, пам’ятних знаків випускників школи: Горшкова Юрія Миколайовича, Клочка Костянтина Миколайовича, Неофітного Романа Володимировича.

## Видатні особи
Клочко Костянтин Миколайович — український військовик, учасник російсько-української війни.